# Лісель-спірт

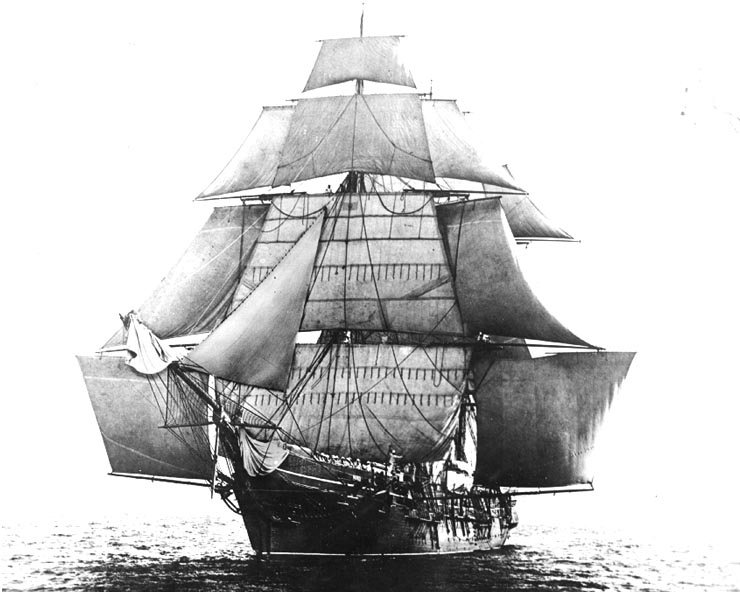
Баркентина флоту США Monongahela (1862) з поставленими ліселями.

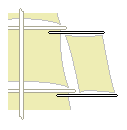
Лісель на лісель-спіртах.

Лісель-спірти — елементи рангоуту вітрильного судна, що являють собою тонкі рангоутні дерева на фока- і грота- реях і на фор- і грот-марса-реях, що служать для постановки додаткових вітрил — ліселів. Залежно від розташування отримують спеціальні найменування: на нижніх реях — марса-лісель-спірти, на марса-реях — брам-лісель-спірти.

## Історія
Перші згадки про ліселі на нижніх реях належать до 1625 року, проте тоді застосування ліселі було ще досить рідкісним, одиничним явищем. Досить широко вони стали застосовуватися після 1660 року. Починаючи з цього часу лісель-спірти і необхідні для них бугелі стали згадуватися в літературі. Перші лісель-спірти встановлювалися тільки на нижніх реях фок- і грот-щогл, а після 1675 року вони стали застосовуватися і на марса-реях.

## Конструкція
На всіх суднах, крім голландських, лісель-спірти встановлювалися перед реями. Бугелі для них робилися із залізних смуг, вигнутих вісімкою, при цьому ноковий бугель розташовувався на ноку реї, а третинний (внутрішній) зсувався на 1/6 її довжини.
Довжина лісель-спіртів становила від 0,3 до 0,4 довжини реї. Діаметр їх внутрішнього кінця дорівнював 1/50 довжини, зовнішнього — вдвічі менше. Вистріли, на яких розтягувалися нижні краї ундер-ліселів, кріпилися гаками за обухи русленів. Довжина цих вистрілів становила від 0,5 до 0,6 довжини марса-лісель-спіртів.